# Non è normale
Non è normale è un singolo del rapper italiano Rosa Chemical, pubblicato il 4 novembre 2022.

## Video musicale
Il lyric video è stato pubblicato 4 giorni dopo l'uscita del brano. Successivamente l'11 novembre è stato pubblicato un videoclip diretto da Asia J. Lanni. Entrambi i video vengono pubblicati sul canale YouTube del rapper.

## Tracce
Testi e musiche di Manuel Franco Rocati e Michele Canova Iorfida.
1. Non è normale – 3:09